# Andrey Todorov
Andrey Nikolov Todorov (bulgarisch Андрей Николов Тодоров, * 4. Mai 1948 in Sofia; † 30. März 2012) war ein bulgarischer Mathematiker, der sich mit Algebraischer Geometrie befasste. Er war Professor an der University of California, Santa Cruz.

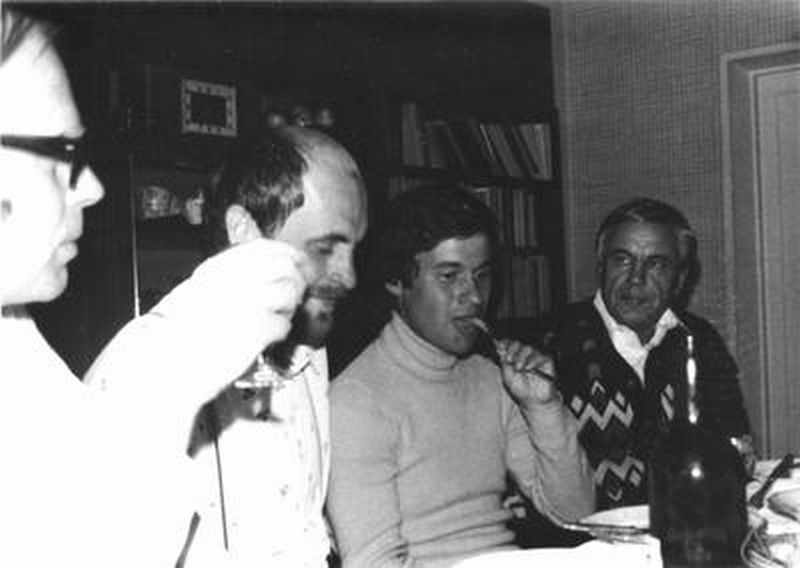
Todorov (2. von rechts) mit Schafarewitsch (rechts), Bogomolow und Helmut Koch (links) in Schafarewitschs Moskauer Wohnung

Todorov studierte an der Lomonossow-Universität, machte 1971 seinen Abschluss und wurde 1976 bei Igor Schafarewitsch mit einer Arbeit über die Jordan-Zerlegung des Monodromieoperators mit Anwendung auf die Moduli von K3-Flächen promoviert. Ab 1976 war er in der Abteilung Algebra des Mathematischen Instituts der Bulgarischen Akademie der Wissenschaften tätig, 1984 wurde er dort Professor. Ab 1993 war er Professor an der University of California, Santa Cruz. 2008 ging er in den Ruhestand.
Er war Gastprofessor an der Harvard University und der Columbia University und am Institute for Advanced Study. Er war ein führender algebraischer Geometer in Bulgarien. Todorov befasste sich mit Calabi-Yau-Mannigfaltigkeiten und deren Modulräumen und speziell Moduln von K3-Flächen. Das Bogomolov-Tian-Todorov Theorem über die Glattheit des Modulraums von Calabi-Yau-Mannigfaltigkeiten ist nach ihm benannt. Der Satz ist ein wichtiges Resultat der Deformationstheorie und wichtig in der Theorie der Spiegelsymmetrie mit Anwendungen in der Stringtheorie.